# Pál Kray
Le baron Pál Kray de Krajova et Topolya (en hongrois :Krajovai és topolyai báró Kray Pál ; en allemand : Paul Freiherr Kray von Krajova und Topola) — né le 5 février 1735 à Késmárk en Haute-Hongrie (aujourd'hui Kežmarok en Slovaquie) et mort le 19 janvier 1804 à Pest — est un général au service des Habsburg. Il participa notamment à la guerre de Sept Ans, à la guerre austro-turque de 1788-1791 et aux guerres de la Révolution française.

## Biographie

### Origines
Kray est issue d'une famille originaire de Prerau en Moravie qui s'installe à Késmárk, en Haute-Hongrie, dans les années 1630. Le grand-père de Kray, Jakab († 1709), est juge en chef (főbíro) de Késmárk puis un homme de confiance et un fervent partisan du prince Rákóczi qui est décapité en 1709 par le Feldmarschall Heister (en). Son père est Jakab II (1686-1755). Ce dernier était capitaine de hussard, combattit lors des guerres turcs de Charles III puis fut conseiller et député de Késmárk. Son frère Pál Kray († 1720) était lieutenant-colonel. Aîné d'une fratrie de deux, Pál Kray a pour frère Sándor (1742°) qui fut officier avec le grade de commandant.

### Début de carrière
Il intègre l'armée autrichienne à l'âge de dix-neuf ans en 1754 au sein du 34e régiment d'infanterie "Hallerstein" et participe à la guerre de Sept Ans.
Lieutenant en 1758, il est capitaine de grenadier en 1763 dans le régiment Nadasdy. En 1778, il est promu commandant et transféré au 39e régiment d'infanterie "Preysach". Après la guerre de Succession de Bavière, il est muté au 2e régiment d'infanterie de Sicule comme lieutenant-colonel (1783). Il réprime en 1784 comme colonel du 1er régiment d'infanterie Valaque un soulèvement de paysans valaques en Transylvanie.  Pendant la guerre austro-turque (1788-1789), il se distingue par son courage et ses compétences. Il défait le 10 mai 1788 une force turque supérieure de 5 000 hommes commandée par Osman Pazvantoğlu et Kara Mustapha Pacha aux frontières de la Transylvanie puis s'empare de la forteresse de Craiova. Il reçoit le 21 décembre 1789 pour sa brillante conduite lors de ces événements la croix de chevalier de l'Ordre militaire de Marie-Thérèse. Il est promu major général l'année suivant (1790). Il est élevé au rang de baron hongrois le 9 août 1792 par le roi François Ier avec le prédicat de « Krajowa », en référence à son glorieux fait d'armes (titre de victoire), et reçoit le domaine de Topolya qu'il ajoute à son nom. Commandant de l'Ordre militaire de Marie-Thérèse en 1795. Épuisé des décennies de combats, il est contraint de démissionner en 1791 et déménage à Pest.

### Guerres de laPremière Coalition
Durant les guerres révolutionnaires, il commande l’avant-garde alliée. Il se distingue à Famars, Charleroi, Fleurus, Weissenberg.
Dans la campagne de 1796, sur le Rhin et le Danube, il commande un corps d’armée. Il défait le général Kléber à Wetzlar, et contribue largement aux victoires de l’archiduc Charles aux batailles de Amberg et de Wurtzbourg. L’année suivante, il est battu deux fois, sur le Lahn et le Main.

### Guerres de laDeuxième Coalition
En 1799, il est envoyé en Italie et reprend la Lombardie à la France. Après sa victoire de Vérone, la prise de Mantoue, les victoires de Legnago et de Magnano, il est promu « Feldzeugmeister » (lieutenant général d’artillerie). Il achève la campagne par d’autres victoires, à Novi et Fossano.

### Retour en Allemagne
L’année suivante, il commande à nouveau sur le Rhin, face à Moreau. Battu à Höchstadt, il doit faire retraite après Biberach et Moesskirch. Il recule sur Ulm mais, par une habile manœuvre, il contourne Moreau et parvient à rejoindre la Bohême. Il est relevé de son commandement en 1800 et prend sa retraite en Hongrie.

## Personnalité
Kray est l’un des meilleurs représentants de l’ancienne Armée impériale. Attaché à une conduite de guerre désuète, il ne parvient pas à se défaire de ses habitudes et devient par là trop prévisible. Cependant, ses ennemis le tenaient en estime et lui ont rendu les égards dus à un général habile, brave et chevaleresque. C’est lui qui s’est inquiété de la mort du général Marceau à Altenkirchen, et qui a mêlé le blanc de son uniforme (et des uniformes de ses aides de camp) au bleu des Français dans le cortège funèbre du jeune général.